# Károly Bartha (Schwimmer)
Károly Bartha (* 4. November 1907 in Budapest; † 4. Februar 1991 in Boston) war ein ungarischer Schwimmer. Er gewann bei den Olympischen Spielen 1924 eine Bronzemedaille und bei Europameisterschaften eine Silbermedaille.

## Karriere
Bartha spielte zunächst Fußball und betrieb Leichtathletik. 1922 wurde sein Talent als Schwimmer entdeckt und er schloss sich der Schwimmabteilung des Nemzeti SC an. In den folgenden Jahren gewann Bartha dreimal den ungarischen Meistertitel über 100 Meter Rücken sowie fünf Meistertitel in Staffeln.
Bei den Olympischen Spielen 1924 in Paris war Bartha im Vorlauf Zweitschnellster und im Zwischenlauf Drittschnellster über 100 Meter Rücken. Im Finale erreichten mit Warren Paoa Kealoha und Paul Wyatt zwei Schwimmer aus den Vereinigten Staaten als erste das Ziel. Zwei Sekunden nach Wyatt wurde Bartha Dritter und hatte seinerseits fast zwei Sekunden Vorsprung auf den viertplatzierten Belgier Gérard Blitz.
Zwei Jahre später bei den Europameisterschaften 1926 in Budapest siegte der Deutsche Gustav Frölich über 100 Meter Rücken vor Károly Bartha, wobei für beide die gleiche Zeit ausgewiesen wurde. Dritter mit 0,1 Sekunden Rückstand wurde der Schwede Eskil Lundahl.
1927 musste Barta seine sportliche Laufbahn aus finanziellen Gründen beenden. Später war Bartha als Künstler in Italien tätig. 1962 zog er in die Vereinigten Staaten und betrieb in Boston ein ungarisches Restaurant.